# Gorenje Jezero
Gorenje Jezero is een plaats in Slovenië en maakt deel uit van de gemeente Cerknica in de NUTS-3-regio Notranjskokraška. De plaats telde 132 inwoners op 1 januari 2020.

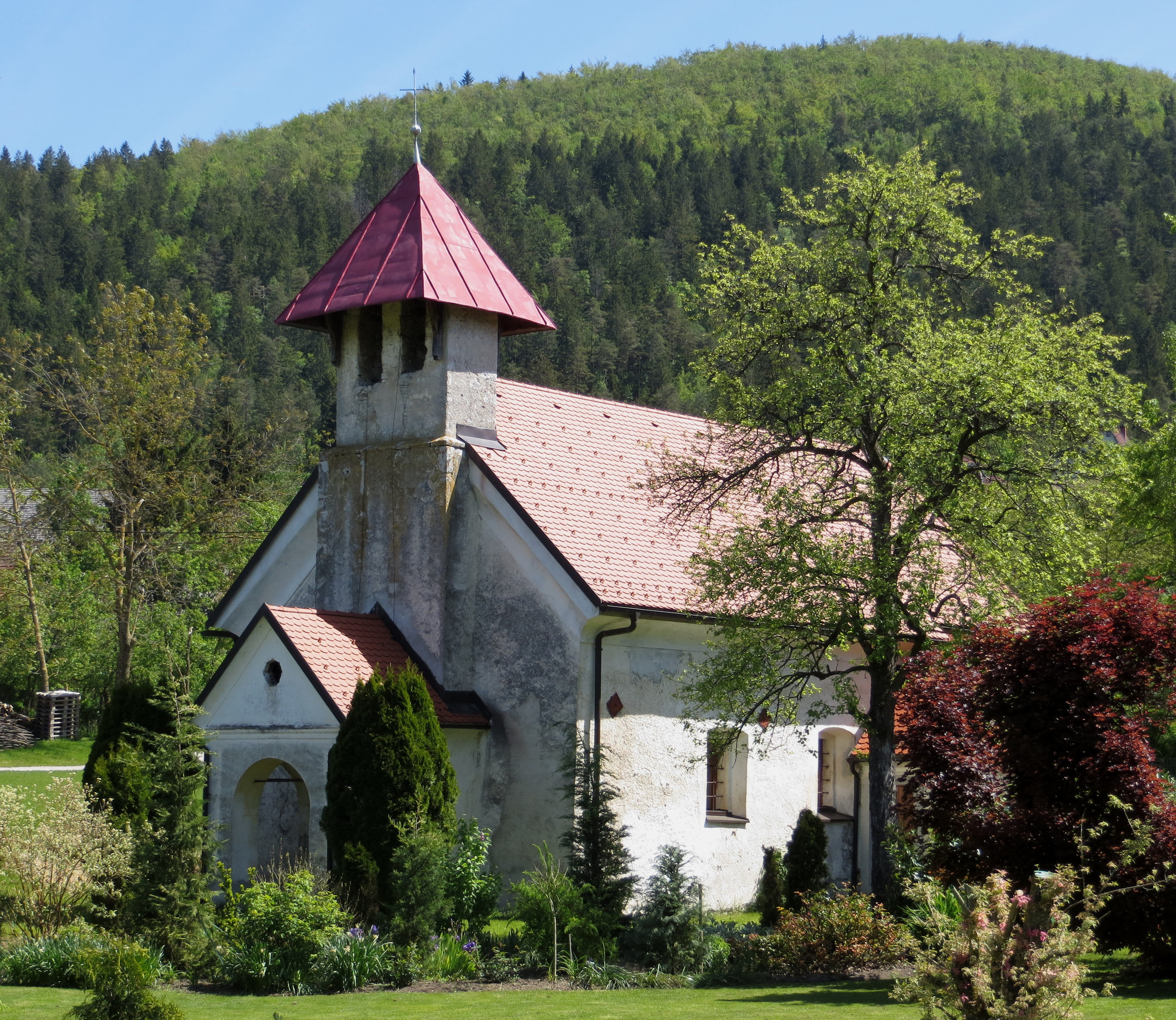
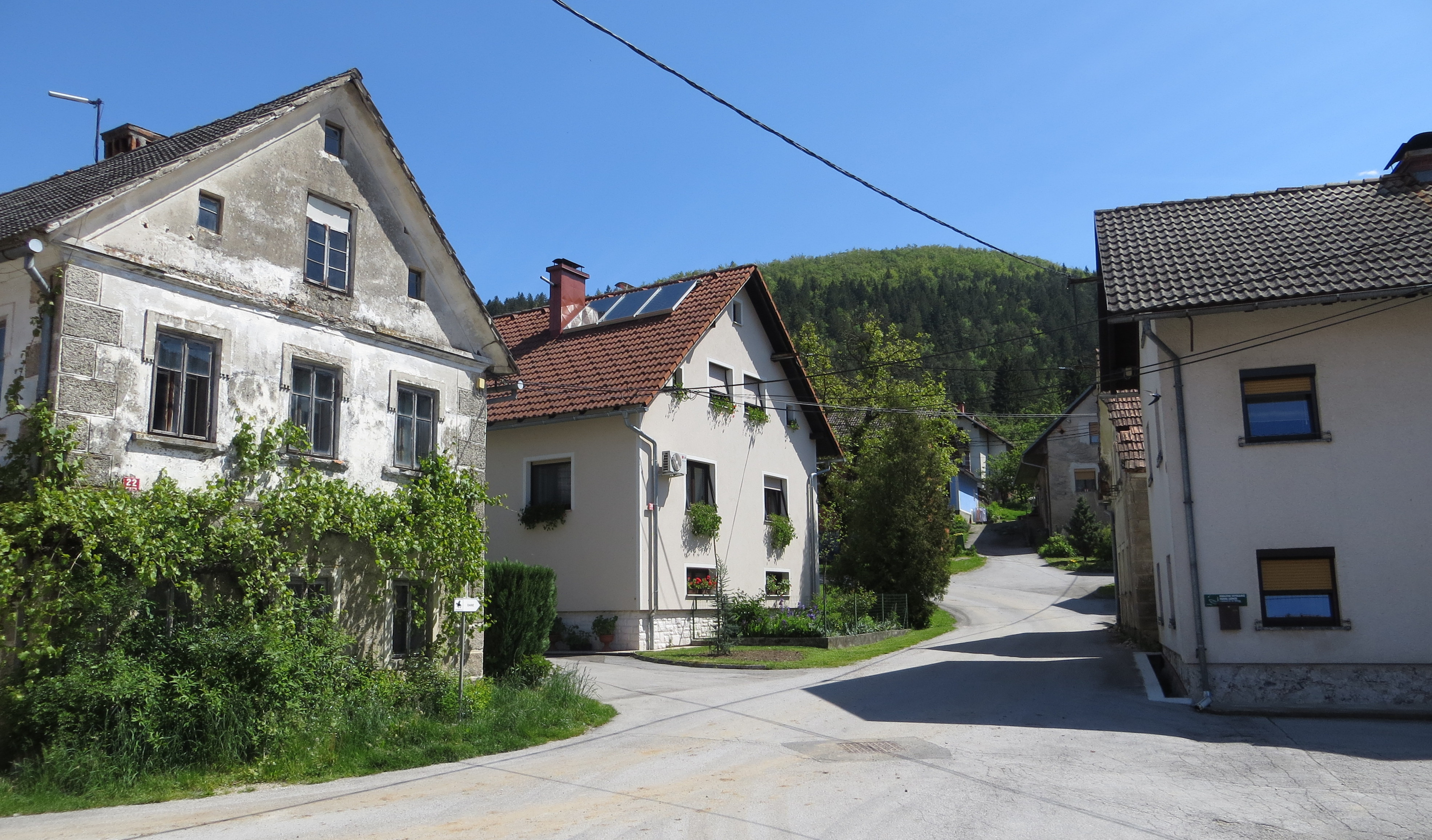